# Philetus Sawyer

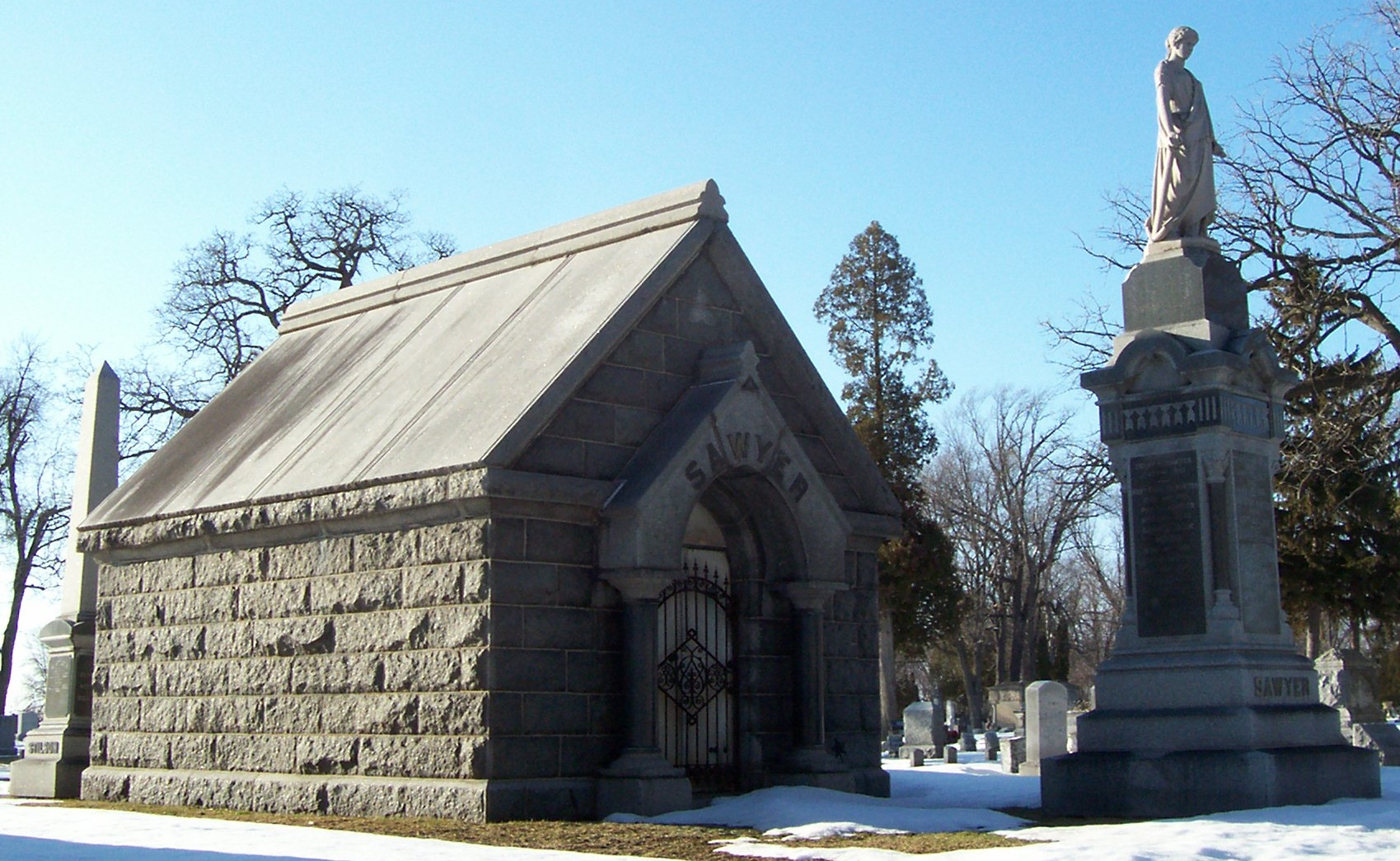
Sawyers mausoleum i Oshkosh

Philetus Sawyer, född 22 september 1816 i Whiting, Vermont, död 29 mars 1900 i Oshkosh, Wisconsin, var en amerikansk republikansk politiker. Han representerade delstaten Wisconsin i båda kamrarna av USA:s kongress, först i representanthuset 1865-1875 och sedan i senaten 1881-1893.
Sawyer flyttade 1847 till Wisconsinterritoriet och gick in i timmerbranschen. Han var ledamot av Wisconsin State Assembly, underhuset i delstatens lagstiftande församling, 1857 och 1861. Han var borgmästare i Oshkosh 1863-1864.
Sawyer valdes fem gånger till USA:s representanthus. Han bestämde sig för att inte kandidera till en sjätte mandatperiod i kongressvalet 1874. Han efterträdde 1881 Angus Cameron som senator för Wisconsin. Cameron kom några dagar senare tillbaka som Sawyers kollega för att efterträda Matthew H. Carpenter som hade avlidit i ämbetet. Sawyer var känd som en konservativ republikan och som en av de mäktigaste politikerna i Wisconsin. Han kandiderade inte till omval efter två mandatperioder i senaten.
Efter sin tid i senaten gick han tillbaka till affärslivet. Han var känd som filantrop i Oshkosh.
Sawyers grav finns på Riverside Cemetery i Oshkosh.